# ملامحمد خوانساری امینی

## تولد
علامه آخوند ملامحمد بیدهندی خوانساری (امینی) فرزند حاج محمدابراهیم در سال ۱۲۱۰ شمسی (۱۲۵۲ ق) در خوانسار تولد یافت.

## تحصبلات
ایشان پس از گذراندن مقدمات در خوانسار به اصفهان هجرت نمود و از محضر علامه سید محمدباقر و میرزا محمد هاشم خوانساری بهره گرفت و آنگاه رهسپار عتبات عالیه شد و از مکتب حاج میرزا حسن شیرازی و آخوند ملاحسینعلی همدانی مستفیض شد.
علامه بزرگوار پس از اخذ اجازه اجتهاد از مراجع مذکور به زادگاهش مراجعت و به تربیت و تعلیم طلاب و ترویج اخلاق اسلامی همت گماشت.

## شاگردان
از جمله شاگردان ایشان حاج میرزا خلیل کمره‌ای و حاج سید مصطفی صفائی خوانساری بودند و عده کثیری از علما از جمله حاج سید احمد صفائی خوانساری (صاحب کشف الاستار) از ایشان اجازه روایتی داشته‌اند.

## درگذشت
وی در سال ۱۲۹۵ شمسی (۱۳۳۷ ق) درگذشت و محل قبرستان سنگ شیر خوانسار به خاک سپرده شد.

## فرزندان
ملامحمد خوانساری دارای یک فرزند پسر به نام آقامحسن و سه دختر بود. فرزند پسرش آیت‌الله محسن امینی در سال ۱۲۹۲ شمسی در شهر خوانسار متولد و پدر خود را در سن سه سالگی از دست داد و تحت سرپرستی مادرش قرار گرفت.
ملامحمد خوانساری پس از گذراندن دوران طفولیت و تحصیل علوم پایه در جلسات دروس سید احمد خوانساری (صاحب کشف الاستار) و سید مصطفی صفائی خوانساری حضور بهم رسانید و علوم فقه و اصول و ریاضیات را فرا گرفت.
سپس برای ادامه تحصیل به حوزه علمیه اصفهان و قم رفت. با توجه به اینکه در اواخر سلطنت پهلوی اول برای استفاده از لباس روحانیت، متقاضیان می‌بایست مدارج علمی در سطح عالی را طی می‌نمودند و در امتحاناتی که از طرف وزارت معارف با همکار علمای حوزه‌های علمیه برگزار می‌شد، شرکت می‌کردند، او در این امتحان شرکت نموده و موفق به اخذ مجوز برای استفاده از لباس روحانیت گردید. در پی آن از طرف وزارت عدلیه (دادگستری) و وزارت معارف (وزارت علوم) از وی برای تصدی پستهای قضاوت و تدریس دعوت به عمل آمد که نپذیرفت.
وی در قم از محضر سید محمدتقی خوانساری و آیت‌الله بروجردی کسب علم و دانش نمود و موفق به اخذ اجتهاد از بروجردی، سید احمد خوانساری و آیت‌الله گلپایگانی گردید. در سال ۱۳۳۲ پیرو درخواست مردم بیدهند (خوانسار) از آیت‌الله بروجردی به توصیه وی، امینی برای رتق و فتق امور مردم و ارشاد آنان به زادگاه خود مراجعت نموده و اقامت گزید.
اغلب مردم منطقه به او ارادت خاصی داشتند و با اینکه مرجع وجوه شرعیه بود، دارای زندگی بسیار مختصر و ساده بود و با رفتار و عمل خود مردم منطقه را به اخلاق حسنه و رفتار نیکو با یکدیگر و دینداری سوق داد.
او در مدت اقامت در خوانسار (۳۷ سال) و تا زمان درگذشت، تمام اوقات خود را صرف ترغیب مردم به ویژه جوانان در فراگیری علوم و اخلاق و رفتار نیکو نمود و عموم مردمان منطقه به قرائت قرآن و تفسیر آن و علوم آشنا شدند و گرایش به رفتار و اخلاق حسنه پیدا نمودند.
وی در سال ۱۳۱۷ با دختر سید مصطفی صفایی خوانساری (فرزند سید احمد خوانساری صاحب کشف الاستار) ازدواج نمود و حاصل این ازدواج چهار فرزند (دو پسر و دو دختر) بود که فرزندانش در سایه ارشادات پدر بزرگوار موفق به کسب مدارج علمی در سطح عالی دانشگاهی گردیدند و منشأ خدمات ارزنده‌ای در زمینه توسعه بخش کشاورزی و منابع طبیعی کشور و تعلیم و تربیت جوانان سرزمین ایران شده‌اند.